# Albert Nilsson (botaniker)
Lars Albert Nilsson, född den 8 augusti 1860 i Dalhem, Gotlands län, död den 5 mars 1906 i Stockholm, var en svensk botaniker.
Nilsson blev docent vid Uppsala universitet 1888, Regnellsk amanuens vid Naturhistoriska riksmuseet och assistent vid Bergielunds botaniska trädgård samma år och lektor i naturhistoria vid Skogsinstitutet 1890. 
Nilssons första undersökningar gällde växtanatomin; han utgav därefter några deskriptiva arbeten, särskilt över det tropiska släktet Xyris, och sedermera ägnade han sig dels åt skogsbotaniska frågor, dels åt Sveriges vegetation från växtsamfundslärans synpunkt. Hans flesta arbeten på detta område finnas i "Tidskrift för skogshushållning" från 1896, till exempel Om örtrika barrskogar, Om Norrbottens växtlighet, Om Norrbottens myrar och försumpade skogar och Sydsvenska ljunghedar; i "Botaniska notiser" finns bland annat Några drag ur de svenska växtsamhällenas utvecklingshistoria (1899) och i "Geologiska föreningens förhandlingar" Anteckningar om svenska flygsandsfält (1905). Albert Nilsson är begravd på Uppsala gamla kyrkogård.